# Бристоль (округ, Массачусетс)
Шаблон:StateAbbr_ 41°45′ пн. ш. 71°05′ зх. д. / 41.75° пн. ш. 71.09° зх. д.
Округ Бристоль  (англ. Bristol County) — округ (графство) у штаті Массачусетс, США. Ідентифікатор округу 25005.

## Історія
Округ утворений 1685 року.

## Демографія
За даними перепису
2000 року
загальне населення округу становило 534678 осіб, зокрема міського населення було 480169, а сільського — 54509.
Серед мешканців округу чоловіків було 256747, а жінок — 277931. В окрузі було 205411 домогосподарств, 140610 родин, які мешкали в 216918 будинках.
Середній розмір родини становив 3,08.
Віковий розподіл населення поданий у таблиці:
| Стать    | До 15 років | 15-21 | 22-29 | 30-39 | 40-49 | 50-65 | 65-85 | Понад 85 |
| -------- | ----------- | ----- | ----- | ----- | ----- | ----- | ----- | -------- |
| Чоловіки | 56515       | 24829 | 25380 | 41878 | 39537 | 39222 | 26804 | 2582     |
| Жінки    | 53643       | 24396 | 26585 | 43731 | 41577 | 41873 | 38717 | 7409     |

## Суміжні округи
- Норфолк — північ
- Плімут — схід
- Ньюпорт, Род-Айленд — південний захід
- Бристоль, Род-Айленд — захід
- Провіденс, Род-Айленд — північний захід

## Виноски
1. ↑  U.S. Decennial Census. United States Census Bureau. Архів оригіналу за 26 квітня 2015. Процитовано 15 вересня 2014.
2. ↑  Historical Census Browser. University of Virginia Library. Архів оригіналу за 30 травня 2019. Процитовано 15 вересня 2014.
3. ↑  Population of Counties by Decennial Census: 1900 to 1990. United States Census Bureau. Архів оригіналу за 28 квітня 2015. Процитовано 15 вересня 2014.
4. ↑  Census 2000 PHC-T-4. Ranking Tables for Counties: 1990 and 2000 (PDF). United States Census Bureau. Архів оригіналу (PDF) за 18 грудня 2014. Процитовано 15 вересня 2014.
5. ↑  State & County QuickFacts. United States Census Bureau. Архів оригіналу за 7 липня 2011. Процитовано 26 серпня 2013. [Архівовано 2011-06-07 у Wayback Machine.](англ.) Наведено за англійською вікіпедією.
6. ↑  American FactFinder. Бюро перепису населення США. Архів оригіналу за 26 лютого 2012. Процитовано 31 січня 2008. [Архівовано 2008-05-21 у Wayback Machine.]

| США | Це незавершена стаття з географії США. Ви можете допомогти проєкту, виправивши або дописавши її. |